# Atenica
Atenica (izvirno srbsko Атеница) je naselje v Srbiji, ki upravno spada pod Občino Čačak; slednja pa je del Moraviškega upravnega okraja.

## Demografija
V naselju, katerega izvirno (srbsko-cirilično) ime je Атеница, živi 528 polnoletnih prebivalcev, pri čemer je njihova povprečna starost 45,0 let (43,4 pri moških in 46,4 pri ženskah). Naselje ima 217 gospodinjstev, pri čemer je povprečno število članov na gospodinjstvo 2,85.
To naselje je, glede na rezultate popisa iz leta 2002, večinoma srbsko, a v času zadnjih treh popisov je opazno zmanjšanje števila prebivalcev.
|  |

| Demografija | Demografija     | Demografija     |
| Leto        | Št. prebivalcev | Št. prebivalcev |
| ----------- | --------------- | --------------- |
|             |                 |                 |
|             |                 |                 |
|             |                 |                 |
|             |                 |                 |
| 1948        | 370             |                 |
| 1953        | 363             |                 |
| 1961        | 419             |                 |
| 1971        | 700             |                 |
| 1981        | 993             |                 |
| 1991        | 691             | 690             |
| 2002        | 630             | 619             |
|             |                 |                 |

| Etnična sestava po popisu iz leta 2002 | Etnična sestava po popisu iz leta 2002 | Etnična sestava po popisu iz leta 2002 | Etnična sestava po popisu iz leta 2002 | Etnična sestava po popisu iz leta 2002 |
| -------------------------------------- | -------------------------------------- | -------------------------------------- | -------------------------------------- | -------------------------------------- |
| Srbi                                   | Srbi                                   |                                        | 608                                    | 98,22%                                 |
| Makedonci                              | Makedonci                              |                                        | 2                                      | 0,32%                                  |
| Črnogorci                              | Črnogorci                              |                                        | 1                                      | 0,16%                                  |
| Neznano                                | Neznano                                |                                        | 2                                      | 0,32%                                  |